# Agata Ceynowa
Agata Ceynowa (ur. 29 sierpnia 1998 w Pucku) – polska siatkarka plażowa, reprezentantka Polski w turniejach międzynarodowych FIVB. 
W sezonach 2018-2019 występowała w parze z Martyną Kłodą. W 2018 roku wywalczyły srebrny medal podczas jednogwiazdkowego turnieju z cyklu World Tour w Vaduz. W 2019 roku stanęły na trzecim stopniu podium w finałach mistrzostw Polski w siatkówce plażowej rozgrywanych w Toruniu. W 2020 roku w Mysłowicach w parze z Katarzyną Kociołek wywalczyła złoty medal w finałach mistrzostw Polski w siatkówce plażowej kobiet. 
W 2021 roku zajęła trzecie miejsce w finałach mistrzostw Polski w parze z Martą Łodej.